# 伊藤徳之助
伊藤 徳之助（いとう とくのすけ、旧字体：伊藤󠄁 德之助、1894年（明治27年）12月11日 - 1961年（昭和36年）2月9日）は日本の物理学者。別名：伊藤徳之。専門は地球物理学。
千葉県出身。東京帝国大学理科大学を1918年（大正7年）に卒業後、中央気象台（現・気象庁）技師となる。その後九州帝国大学に転じ、工学部講師から助教授に昇任。欧米留学を経て1934年（昭和9年）に九州帝国大学教授に就任した。同年、理学博士号を取得。1939年（昭和14年）より九州帝国大学理学部教授。
太平洋戦争後の1947年（昭和22年）に飛行機からのドライアイス散布による人工降雨の実験をおこなった。1950年（昭和25年）より、九州大学理学部長（1952年まで）。1958年（昭和33年）に九州大学を定年退官した。

## 著書
- 『ベクトル解析』岩波書店、1929年。NDLJP:1077818
- 『応用テンソル解析』裳華房、1934年。NDLJP:1208951
- 『工業数学 : 熱伝導及拡散』工業図書、1937年。NDLJP:1256862
- 『海の波』創元社、1947年。
- 『応用ベクトル解析』丸善、1948年。
- 『占の話』下出書房、1921年。NDLJP:925872
- 『緑の星に憧れて』カニヤ書店、1925年。NDLJP:1018243